# صحة بيئية

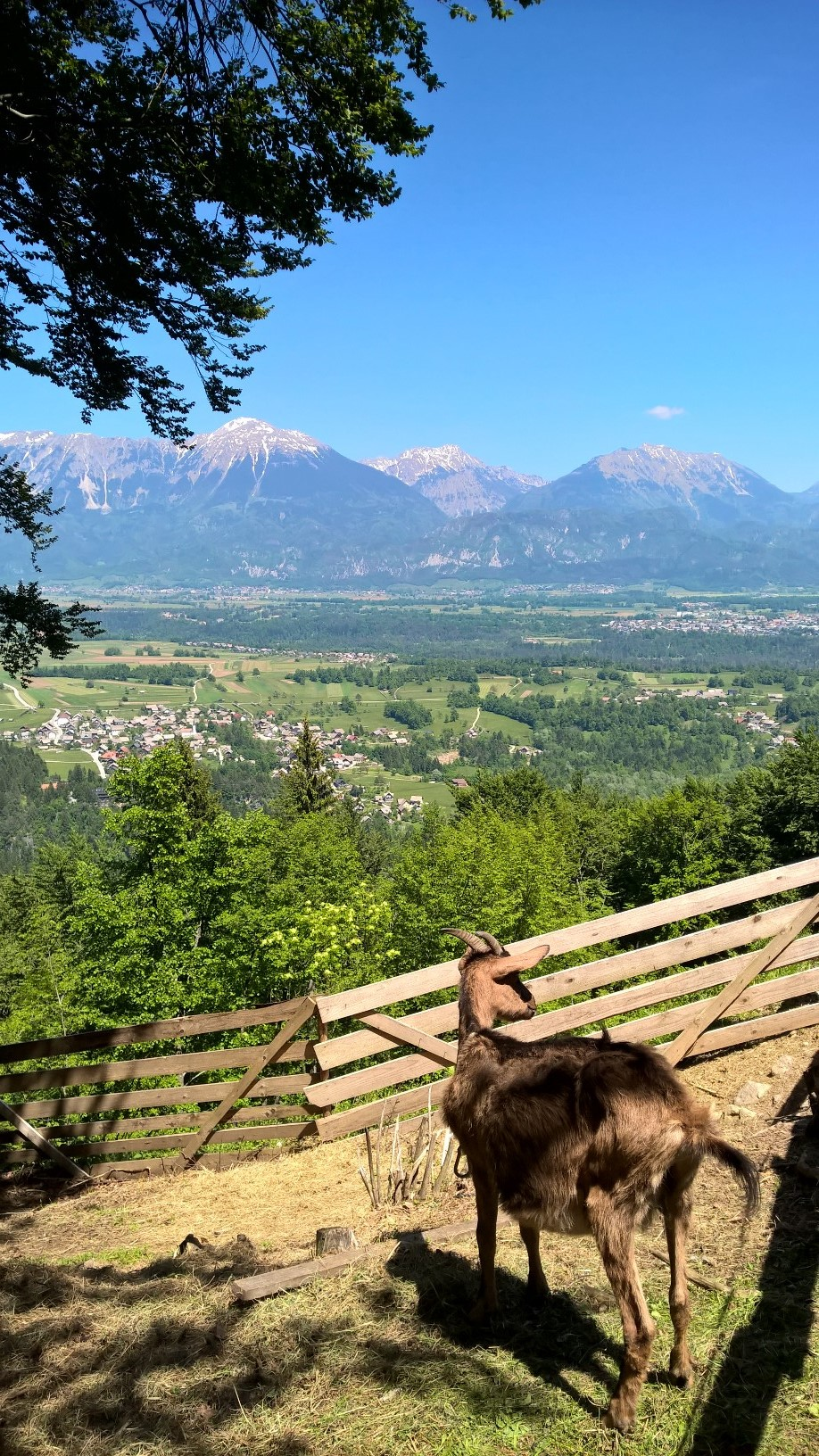

الصحة البيئية هي علاقة البيئة بصحة الإنسان وهي فرع من فروع الصحة العامة والتي تعنى بجميع العناصر البيئية سواء الطبيعية أو المنشأة والتي تؤثر على صحة الإنسان. ومن المصطلحات الأخرى التي تعنى بالصحة البيئية أو المستخدمة للإشارة إليها الصحة العامة البيئية، والوقاية البيئية. وتعتبر الصحة البيئية وثيقة الصلة بالعلوم البيئية والصحة العامة حيث أنها تعنى بالعوامل المؤثرة على صحة الإنسان.

وتعالج الصحة البيئية كافة العوامل الفيزيائية والكيميائية والإحيائية خارج جسم الإنسان، بالإضافة إلى جميع العوامل التي تؤثر على السلوك والتصرفات. وتشمل الصحة البيئية تقييم والسيطرة على هذه العوامل البيئية التي من المحتمل ان تؤثر على الصحة. وتسعى الصحة البيئية نحو الوقاية من الأمراض وخلق بيئة من شأنها دعم الصحة. هذه التعريفات تستثني السلوكيات التي ليس لها علاقة بالبيئة، مثل السلوكيات ذات الصلة بالبيئات الاجتماعية والثقافية كما تستبعد السلوكيات الناتجة عن الوراثة
.
وتعرف منظمة الصحة العالمية WHO الصحة البيئية على أنها:
تلك الأمور الخاصة بصحة الإنسان ومرضه التي تحددها عوامل بيئية. كما تعنى الصحة البيئية بالنظريات والممارسات العملية لتقييم العوامل في البيئة التي تؤثر على الصحة والسيطرة عليها. وتشمل الصحة البيئية، كما يستخدمها المكتب الإقليمي للمنظمة الصحة العالمية في أوروبا، تشمل الآثار المرضية المباشرة الناتجة عن المواد الكيمائية والإشعاعية ومواد بيولوجية أخرى، بالإضافة إلى الآثار التي تنتج غالبا بشكل غير مباشر وتؤثر على صحة الإنسان وعلى صحة البيئة بشكل عام سواء الجسدية أو النفسية أو الاجتماعية أو الثقافية والتي تشمل على سبيل المثال السكن، التنمية الحضرية، واستعمال الأراضي والمواصلات.
وتعرف خدمات الصحة البيئية وفقا لمنظمة الصحة العالمية على انها:
الخدمات التي تطبق سياسات الصحة البيئية من خلال أنشطة الرصد والمراقبة. كما أنها تنفذ هذا الدور من خلال تعزيز وتحسين المعايير البيئية وتشجيع استخدام تقنيات وسلوكيات صحية وصديقة للبيئة. ولهذه الخدمات دورا رائدا في تطوير واقتراح مجالات جديدة.
تعتبر الصحة البيئية أو السلامة البيئية أو الأضرار البيئية أعراضًا لفقدان النظام البيئي الوشيك من ناحية القدرة الاستيعابية أو قدرته على تنفيذ الخدمات البيئية أو الخراب البيئي الوشيك، والذي يرجع لأسباب متراكمة مثل التلوث. ويمكن تعريفها أيضًا من ناحية الزراعة من أجل تقليل الآثار السلبية للأنشطة الزراعية. يقصد بمصطلح الصحة إيقاظ اهتمامات الإنسان نحو الصحة البيئية، والتي غالبًا ما تكون شديدة الارتباط (ولكن باعتبارها جزءًا من الطب وليس علم البيئة). كما هو الحال مع الخراب البيئي، فإن ذلك المصطلح يفترض أن الأنظمة البيئية يمكن أن يقال عنها أنها حية (انظر أيضًا فلسفة جايا حول هذا الموضوع). بينما يبدو أن مصطلح السلام
ة أو الضرر ليس له ارتباط بهذا الأمر، إلا أنه يفترض أن هناك تعريفًا لمصطلح السلامة يمكن أن يقال أنه ينطبق على النظم البيئية. وأما المصطلح السياسي بدرجة أكبر الحكمة البيئية، فلا يشير فقط إلى إدراك أحد مستويات الصحة أو السلامة أو الضرر المحتمل، بل يشير كذلك إلى قرار عدم القيام بشيء ما (أكثر) للإضرار بهذا النظام البيئي أو من يعتمدون عليه. يكون النظام البيئي في حالة جيدة إذا كان قادرًا على استعادة حالته ذاتيًا بعد المعاناة من اضطرابات خارجية. وهذا يطلق عليه المرونة.
إن مقاييس الصحة البيئية، مثل مقاييس مبدأ التنوع الحيوي الأكثر تحديدًا، تميل إلى الارتباط تحديدًا بـ منطقة بيئية أو حتى نظام بيئي. وتعتبر المقاييس التي تعتمد على التنوع الحيوي مؤشرات صالحة على الصحة البيئية، إذ أن الاستقرار والإنتاجية (مؤشرات جيدة على الصحة البيئية) يعتبران اثنين من التأثيرات البيئية للتنوع الحيوي. وتختلف حالات التبعية بين الفصائل بدرجة كبيرة حتى أنه من الصعب التعبير عنها بصورة مجردة. ورغم ذلك، فهناك القليل من الأعراض الكونية لضعف صحة النظام أو الضرر اللاحق بسلامته:
- تراكم مواد النفايات وتكاثر أشكال الحياة الأكثر بساطة (البكتريا، الحشرات) التي تتغذى عليها - إلا أنه لا يوجد نمو سكاني ناتج في تلك الفصائل والتي تتغذى عليها طبيعيًا;
- فقدان الفصائل المركزية، والتي تمثل غالبًا حيوانًا مفترسا رئيسيًا مما يؤدي إلى تكاثر الحيوانات آكلة اللحوم الأصغر حجمًا، وكثيرًا ما يتسبب هذا في تشكيل ضغط هائل على تجمعات الحيوانات آكلة العشب;
- ارتفاع معدل وفيات الفصائل بسبب المرض بدلاً من التعرض للافتراس أو المناخ أو ندرة الطعام;
- هجرة فصيلة كاملة إلى إقليم ما أو خارجه، بما يخالف الأنماط المعروفة أو التاريخية;
- تكاثر غازي بيئي أو حتى فصيلة أحادية حيث كان يوجد سابقًا نطاق واسع من الفصائل المتنوعة حيويًا.

يعتقد أن بعض الممارسات مثل الزراعة للعضوية وزراعة الغابات المستدامة وتخطيط الأراضي بشكل جمالي باستخدام مناظر طبيعية وزراعة الحدائق البرية أو الزراعة الدقيقة، والتي تتحد في بعض الأحيان لتكون الزراعة المستدامة تعمل على تحسين الصحة البيئية أو لا تؤدي إلى تدهورها على الأقل، مع الحفاظ في نفس الوقت على بقاء الأرض قابلة للاستعمال للأغراض البشرية. ويصعب التحقق من هذا كجزء من علم البيئة، ولكنه يشكل على نحو متزايد جزءًا من مناقشة حول الاقتصاديات الزراعية والحماية.
يعتبر تخريب البيئة نهجًا آخر يعتقد البعض أنه فعّال في حماية صحة النظم البيئية، إلا أن هذا الأمر محل جدل شديد. فبصفة عامة، يعتقد أن قلة المواجهة وزيادة الانتباه بشأن المزايا السياسية أمر مهم في الحفاظ على الصحة البيئية، إذ أن تدمير النظام البيئي أكثر سرعة وبساطة مقارنة بحمايته - ومن ثم فالحروب[بحاجة لتوضيح] نيابة عن سلامة النظام البيئي ربما تؤدي ببساطة إلى زيادة سرعة السلب والخسائر بسبب التنافس.
ويمثل كل من قطع أشجار الغابات وتدمير المواطن الموجودة في أعماق البحار من شعاب مرجانية موضوعين يستدعيان إجراء تحقيق عميق حول ما يؤثر بوجه خاص على الصحة البيئية ويصبح مادة للعديد من المناقشات الكبرى. غالبًا ما يتم تصوير دور عمليات قطع الأشجار وإنشاء المزارع وشبكات سفن الصيد سلبيًا إلى مدى كبير بصورة مماثلة لدور الأسلحة في حياة الإنسان.